# Rudolf Johansson
Nils Rudolf Johansson, född 12 april 1899 Skövde församling, död 28 november 1994 i Solna, var en svensk medeldistanslöpare. Han tävlade för IK Göta.
Johansson vann SM på 800 m 1926.

## Fotnoter
1. ↑  Sveriges Dödbok 1901–2009, DVD-ROM, Version 5.00, Sveriges Släktforskarförbund (2010).